# The Delinquents (film din 1957)
The Delinquents este un film dramatic american din 1957 regizat de Robert Altman. Rolurile principale sunt interpretate de actorii Tom Laughlin.

## Distribuție
- Tom Laughlin ca Scotty White
- Peter Miller ca Bill Cholly
- Richard Bakalyan ca Eddy
- Rosemary Howard ca Jancie Wilson
- Leonard Belove și Helen Hawley ca dl și dna White
- James Lantz și Lotus Corelli ca dl și dna White

## Legături externe
- The Delinquents la Internet Movie Database
- The Delinquents la TCM Movie Database
- The Delinquents la Rotten Tomatoes